# Sarmacja europejska

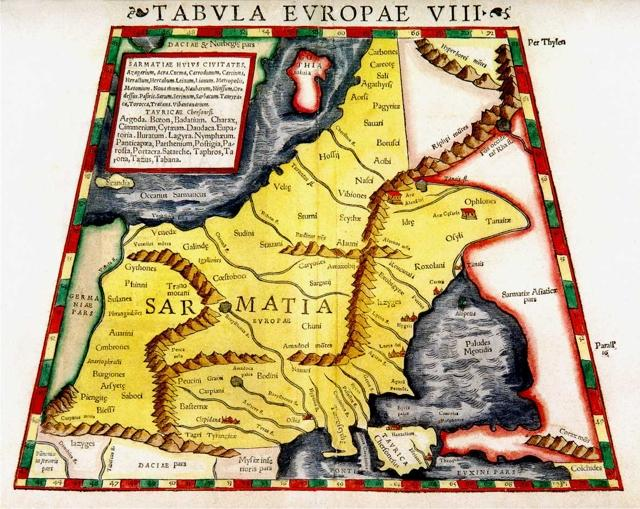
Mapa Sarmacji europejskiej na podstawie Geografii Ptolemeusza. Rycina Sebastiana Münstera.

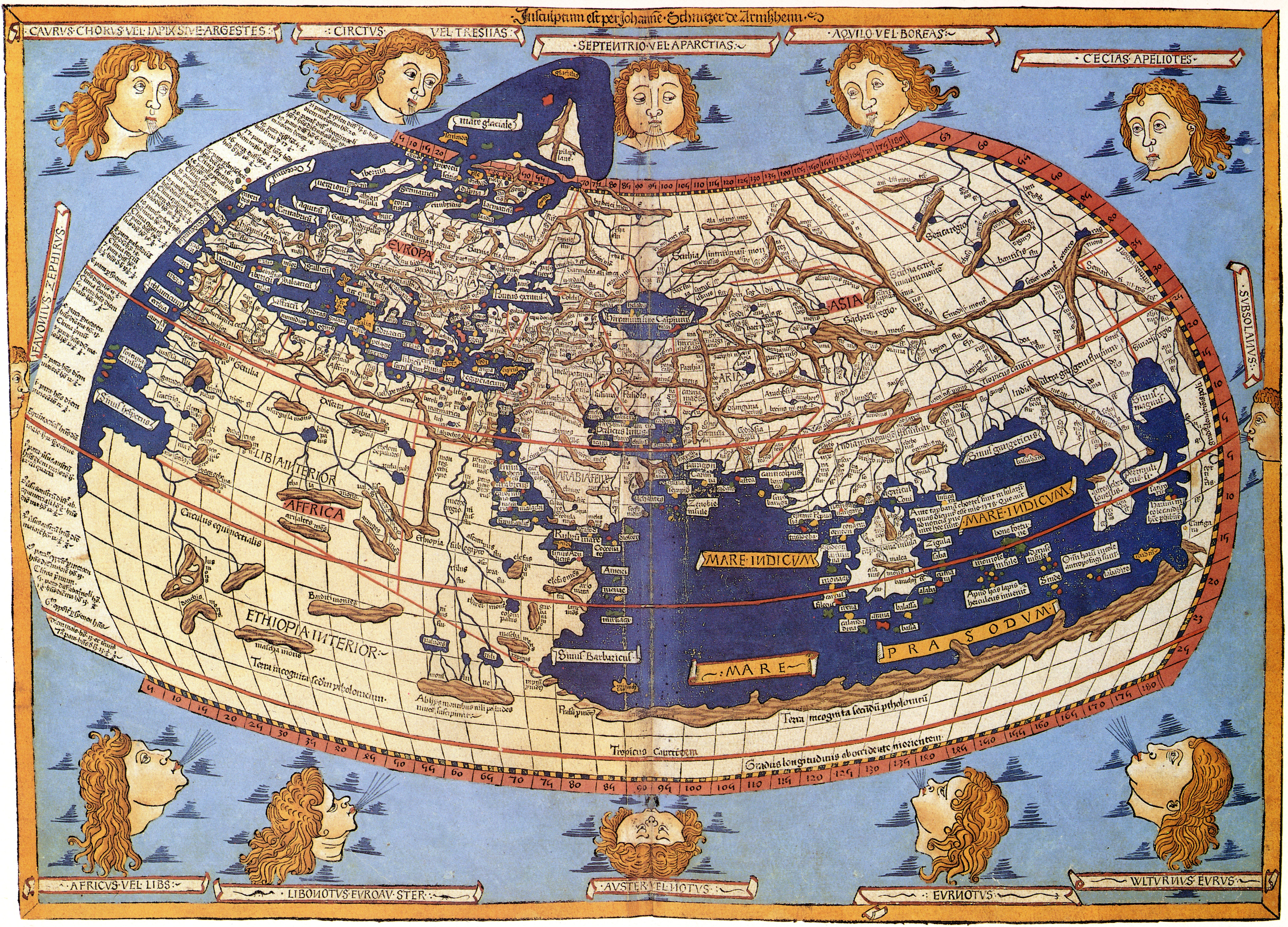
Mapa Johannesa Schnitzera z 1482 roku według Klaudiusza Ptolemeusza, widoczne terytorium określone jako Sarmatia Europe

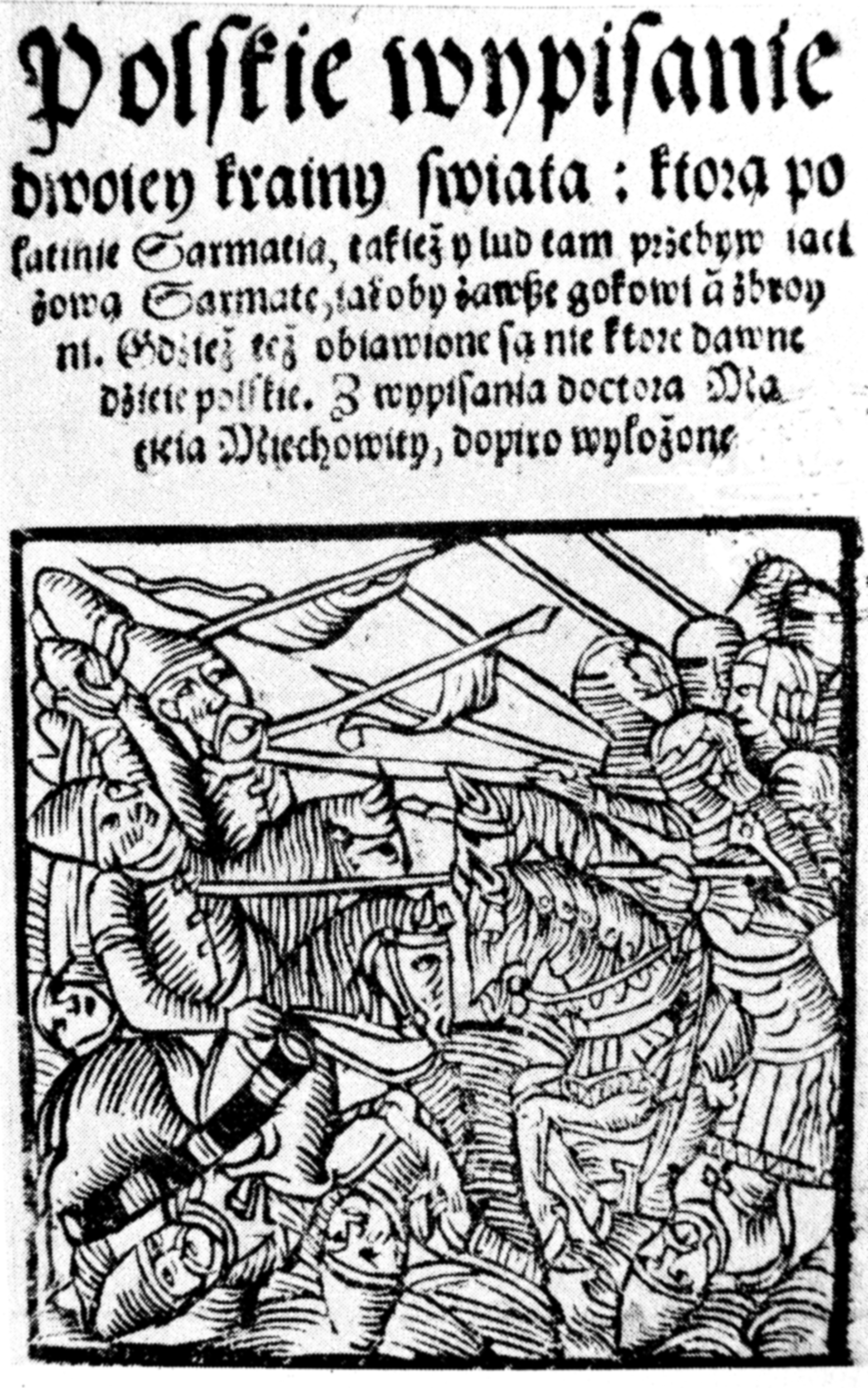
Maciej Miechowita "Polskie wypisanie dwojej krainy świata" wydanie z 1535.

Sarmacja europejska – pojęcie geograficzne pierwszy raz użyte w starożytności przez geografa aleksandryjskiego Klaudiusza Ptolemeusza.

## Położenie
Rozpościerała się według niego od Morza Czarnego i Kaspijskiego ku północy do Zatoki Wenedzkiej (Wenedyjskiej) nad Oceanem Sarmackim, dokąd wpadała rzeka Vistula, Chron, Rudon, Turunt i Chesin. Jej granicą zachodnią była Wisła, a wschodnią Don.
Klaudiusz wyróżniał też Sarmację azjatycką od rzeki Don do Wołgi.
Informacje te powtórzył i poprawił Maciej Miechowita w swym Traktacie o dwóch Sarmacjach z 1517 r.